# Gunilla Bergström
Gunilla Elisabet Dukure Bergström (ur. 3 lipca 1942 w Göteborgu, zm. 23 sierpnia 2021 w Odenplan) – szwedzka pisarka, ilustratorka i dziennikarka, autorka ok. 40 książek dla dzieci, w tym serii o Alfonsie Åbergu (w polskim tłumaczeniu: Albercie Albertsonie).

## Życiorys
Ukończyła studia dziennikarskie w Göteborgu w 1966 i zaczęła pracować w Aftonbladet. W 1971 zadebiutowała książką Mias pappa flyttar (o dziewczynce, której rodzice są w separacji). W 1972 opublikowała pierwszą książkę z serii o Alfonsie (w wersji polskiej – Albercie). Książka budziła zdziwienie tym, że chłopcem opiekuje się wyłącznie ojciec, matka jest nieobecna. Po 1975 Bergström zrezygnowała z pracy jako dziennikarka, gdyż otrzymała roczne stypendium Szwedzkiego Związku Pisarzy.
Jest autorką przeszło 40 książek. Zostały one przetłumaczone na ponad 30 języków. Jej książki o Alfonsie wydawane są od 40 lat. Sprzedano ich ponad 9 milionów egzemplarzy. Jedna z nich w 1985 stała się pierwszą szwedzką książką dla dzieci, przetłumaczoną na język arabski (tam postać nosi imię Burhan).
W 2012 autorka otrzymała nagrodę Illis quorum. W tym samym roku w Göteborgu otwarto Centrum Kultury Alfonsa Åberga.
W Polsce jej książki publikuje Wydawnictwo Zakamarki.

## Seria o Albercie
| Lp. | Tytuł polski                         | Tytuł oryginalny                            | Tłumaczenie       | Rok pierwszego wydania w Szwecji | Rok pierwszego wydania w Polsce | ISBN              |
| --- | ------------------------------------ | ------------------------------------------- | ----------------- | -------------------------------- | ------------------------------- | ----------------- |
| 1   | Dobranoc, Albercie Albertsonie       | God natt, Alfons Åberg                      | Katarzyna Skalska | 1972                             | 2012                            | 978-83-7776-025-3 |
| 2   | Nieźle to sobie wymyśliłeś, Albercie | Aja baja, Alfons Åberg                      | Katarzyna Skalska | 1973                             | 2012                            | 978-83-7776-026-0 |
| 3   | Pospiesz się, Albercie               | Raska på, Alfons Åberg                      | Katarzyna Skalska | 1975                             | 2012                            | 978-83-7776-027-7 |
| 4   | Albert i tajemniczy Molgan           | Alfons och hemlige Mållgan                  | Katarzyna Skalska | 1976                             | 2013                            | 978-83-7776-047-5 |
| 5   | Kto obroni Alberta?                  | Vem räddar Alfons Åberg?                    | Katarzyna Skalska | 1976                             | 2013                            | 978-83-7776-048-2 |
| 6   | Sprytnie, Albercie                   | Listigt, Alfons Åberg!                      | Katarzyna Skalska | 1977                             | 2013                            | 978-83-7776-049-9 |
| 7   | Albert i potwór                      | Alfons och odjuret                          | Katarzyna Skalska | 1978                             | 2014                            | 978-83-7776-061-1 |
| 8   | Czy jesteś tchórzem, Albercie?       | Är du feg, Alfons Åberg?                    | Katarzyna Skalska | 1981                             | 2014                            | 978-83-7776-062-8 |
| 9   | Co się stało z Albertem?             | Var är bus-Alfons?                          | Katarzyna Skalska | 1982                             | 2014                            | 978-83-7776-078-9 |
| 10  | Kto straszy, Albercie?               | Vem spökar, Alfons Åberg?                   | Katarzyna Skalska | 1983                             | 2014                            | 978-83-7776-079-6 |
| 11  | Co cieszy Alberta?                   | Lycklige Alfons Åberg                       | Katarzyna Skalska | 1984                             | 2015                            | 978-83-7776-091-8 |
| 12  | Albert i Mika                        | Alfons och Milla                            | Katarzyna Skalska | 1985                             | 2015                            | 978-83-7776-112-0 |
| 13  | Hokus-pokus, Albercie                | Hokus pokus, Alfons Åberg                   | Katarzyna Skalska | 1987                             | 2015                            | 978-83-7776-113-7 |
| 14  | Urodziny Alberta                     | Kalas, Alfons Åberg!                        | Katarzyna Skalska | 1986                             | 2016                            | 978-83-7776-127-4 |
| 15  | Wiąż, ile chcesz, Albercie           | Bara knyt, Alfons!                          | Katarzyna Skalska | 1988                             | 2017                            | 978-83-7776-150-2 |
| 16  | Co mówi tata Alberta?                | Vad sa pappa Åberg?                         | Katarzyna Skalska | 1989                             | 2018                            | 978-83-7776-167-0 |
| 17  | Albercie, ty złodzieju!              | Där går Tjuv-Alfons                         | Katarzyna Skalska | 1991                             | 2019                            | 978-83-7776-192-2 |
| 18  | Opowiedz coś strasznego, Albercie    | Mera monster, Alfons!                       | Katarzyna Skalska | 1992                             | 2020                            | 978-83-7776-203-5 |
| 19  | Niech żyje tata Alberta!             | Hurra, för pappa Åberg!                     | Katarzyna Skalska | 1993                             | 2021                            | 978-83-7776-216-5 |
| 20  | Albert mówi NIE                      | Näpp! sa Alfons Åberg                       | Katarzyna Skalska | 1994                             | 2022                            | 978-83-7776-227-1 |
| 21  | Miny Alberta                         | Alla möjliga Alfons & Mera miner med Alfons | Katarzyna Skalska | 1992                             | 2022                            | 978-83-7776-228-8 |
| 22  | Albert w kosmosie                    | Flyg! sa Alfons Åberg                       | Katarzyna Skalska | 1997                             | 2022                            | 978-83-7776-229-5 |
| 23  | Albert i niewidzialne                | Osynligt med Alfons                         | Katarzyna Skalska | 1998                             | 2023                            | 978-83-7776-250-9 |
| 24  | Jak daleko sięga Albert?             | Hur långt når Alfons?                       | Katarzyna Skalska | 2002                             | 2024                            | 978-83-7776-267-7 |